# Zosterops melanocephalus
El anteojitos del Camerún (Zosterops melanocephalus) es una especie de ave paseriforme de la familia Zosteropidae endémica de Camerún. Anteriormente se clasificaba en el género Speirops.
Sus hábitats naturales son los bosques montañosos y húmedos y los matorrales ubicados a una gran altura. Se encuentra amenazada por la destrucción de estos biomas.